# Sofia Sakorafa
Sofia Sakorafa (grško Σοφία Σακοράφα), grška atletinja in političarka, * 29. april 1957, Trikala, Grčija.
Nastopila je na poletnih olimpijskih igrah v letih 1976 in 1980, obakrat se ji ni uspelo uvrstiti v finale tekmovanja v metu kopja. Na evropskih prvenstvih je leta 1982 osvojila bronasto medaljo v isti disciplini. 29. junija 1982 je postavila svetovni rekord v metu kopja, ki je veljal do septembra istega leta.
Med letoma 1994 in 2006 je bila izvoljena v atenski mestni svet, v letih 2000, 2007 in 2009 pa v Grški parlament. Leta 2014 je bila izvoljena v Evropski parlament. 